# Omie & Cie
 (juin 2025).
Omie & Cie (stylisé Omie) est une entreprise française qui conçoit et commercialise des produits d’épicerie issus de l’agriculture régénératrice. Fondée en 2020, la société est certifiée B Corp depuis 2022.

## Historique
- 5 février 2020 : immatriculation de Foodyssey SAS[1].
- Novembre 2020 : premières préventes via Ulule et lancement de l’application mobile à Lille et Paris[2]
- Mars 2021 : tour d’amorçage de 2,2 M€ mené par XAnge, 2050 et Founders Future[3]
- 22 décembre 2022 : premiers corners « Decathlon × Omie » en Île-de-France (80 références)[4]
- 9 février 2023 : série A de 15 M€ co-menée par 2050 et XAnge[5],[6].
- Mars 2023 : déploiement d’une sélection Omie (jusqu’à 170 références) dans les premiers magasins « Potager City » du groupe Carrefour[7]
- 2 avril 2024 : référencement dans l’enseigne bio L’Eau vive après Léopold et Potager City[8].
- 22 mai 2024 : arrêt du site e-commerce d’Omie ; la distribution en ligne est transférée à Greenweez (69 références)[9]

## Modèle économique
Omie structure ses filières autour d’engagements contractuels longs (3 à 5 ans) et consacre 1 % de son chiffre d’affaires à l’accompagnement technique de ses 260 producteurs partenaires. L’entreprise publie la décomposition détaillée du prix de chaque produit et l’ensemble affiche le Planet-Score, dont elle fait partie des premiers adoptants en France.

## Produits et distribution
- Gammes : environ 260 références (épicerie sèche, boissons, frais, snacking)[5]
- Vente directe : application mobile et site jusqu’en mai 2024, puis marketplace Greenweez[9]
- Distribution physique : corners Decathlon (Île-de-France), Potager City, réseaux bio (Léopold, L’Eau Vive) et sélections éphémères (La Grande Épicerie de Paris)[4],[8]

## Gouvernance et statut
Depuis 2021, Omie possède la qualité d’« entreprise à mission » au sens de la Loi PACTE ; sa raison d’être porte sur la « préservation du vivant et la régénération des sols ». L’organe de gouvernance comprend un comité de mission composé de représentants des producteurs et de personnalités externes.

## Financements
| Année | Tour     | Montant | Principaux investisseurs                                          |
| ----- | -------- | ------- | ----------------------------------------------------------------- |
| 2021  | Amorçage | 2,2 M€  | XAnge ; 2050 ; Founders Future                                    |
| 2023  | Série A  | 15 M€   | 2050 ; XAnge ; Crédit agricole BPE ; Cookpad ; 50 Partners Impact |

## Engagements et reconnaissance
- Certifiée B Corp
- Première DNVB française à généraliser le Planet-Score sur l’ensemble de son catalogue[10].
- Lauréate du programme d’accélération « Sista × 2050 » (2023)[3].